# Pożarów (Lulin)
Pożarów [pronunciación en polaco: /pɔˈʐaruf/] es un pueblo en el distrito administrativo de Gmina Firlej, dentro del Distrito de Lubartów, Voivodato de Lublin, en el este de Polonia. Se encuentra aproximadamente 7 kilómetros al norte de Firlej, 19 kilómetros al noroeste de Lubartów, y 42 kilómetros al norte de la capital regional, Lublin.